# ته‌هاک
ته هاک (هانجا: 太學) یک مؤسسه آموزشی کنفوسیوسی بود که در سال دوم سلطنت پادشاه سوسوریم (۳۷۲ میلادی) در امپراتوری گوگوریو بنیان گشت و نخستین مؤسسه آموزشی ملی (مدرسه ملی) در کره بود. 
به نظر می‌رسد که ته هاک نه تنها به تدریس آثار کلاسیک و ادبیات چینی می‌پرداخت، بلکه هنرهای رزمی/نظامی را نیز آموزش می‌داد و عمدتاً فرزندان اشراف برای تحصیل به این مکان می‌آمدند. شخصی با عنوان رسمی "小兄" یا بالاتر به عنوان پزشک ته هاک منصوب می‌شد و به دانش‌آموزان آموزش می‌داد. بر خلاف گیونگ‌دانگ (扃堂)، که یک مؤسسه آموزشی خصوصی بود و در آن زمان در استان‌ها تأسیس شده بود، این مؤسسه ویژگی‌های یک مؤسسه آموزشی ملی را داشت.

## پاورقی
1. ↑  박민재; 조우현 (2019-01). "조선 초기 문묘제례(文廟祭禮)의 일무(佾舞) 복식 연구". 복식. 한국복식학회. 69 (1): 141-162. doi:10.7233/jksc.2019.69.1.141. ISSN 2287-7827. {{cite journal}}: Check date values in: |date= (help)